# GRACE (SONS OF ALL PUSSYSのアルバム)
『GRACE』（グレイス）は、日本のロックバンド、SONS OF ALL PUSSYSの1作目のミニアルバム。2003年2月6日発売。発売元はDanger Crue Records。

## 解説
Gt. Ken（L'Arc〜en〜Ciel）、Ba. Ein、Dr. Sakura（ZIGZO、ex.L'Arc〜en〜Ciel）の3人から成るスリーピースバンド、SONS OF ALL PUSSYS（略称：S.O.A.P）の初作品。
Kenが在籍するロックバンド、L'Arc〜en〜Cielは2001年の半ばあたりから、各メンバーがソロ名義での活動を開始するようになり、事実上の活動休止状態となっていた。ただ、Kenは1998年以降に様々なスケジュールが積層していたため疲労感があったようで、音楽活動を約1年ほど行っていなかった。一方で、L'Arc〜en〜Cielの元ドラマーであるSakuraは2001年の秋頃に、自身が在籍するロックバンド、ZIGZOを解散させることが決まり、今後どういった音楽活動をするか考えていたという。そこでSakuraは、「Kenちゃんと音を出したい」と率直な気持ちをKenに伝えたという。その後、KenとSakuraの話し合いの中で、友人のEinをメンバーに迎える話題があがり、2002年5月に3人でバンド合宿を行うことにする。そして2002年8月9日に札幌KRAPS HALLでファーストライヴを行い、SONS OF ALL PUSSYSの活動が本格的に始まることになった（結成の経緯の詳細は『SONS OF ALL PUSSYS#結成の経緯』を参照）。
本作はライヴ活動を重ねていった中で制作されたアルバムであり、初期衝動が詰まった作品に仕上げられている。このアルバムには、Kenが学生時代に好きだったハードロックや、1980年代後半から1990年代にかけて隆盛だったオルタナティヴ・ロックから影響を受けた楽曲の他、様々なジャンルから影響を受けた楽曲が収録されている。なお、Ken曰く、結成当初はスマッシング・パンプキンズやジェフ・バックリィを意識した楽曲を制作しようと思っていたという。Kenは本作発売当時に受けたインタビューの中で、当初目指していた音楽的な方向について「（結成した）当時口にしてたのはスマッシング・パンプキンズとかジェフ・バックリィだったけど、こういう空気感っていう程度」と述べており、今回収録された「A Song For You」や「PRIVATE RELIGION」はこの当初のコンセプトを意識し制作したという。ただ、3人での楽曲制作を重ねていくにつれ、様々な方向性にアプローチしていくようになっており、Kenは「今となっては「GRACE」と「Every Second, I'm In ROMANCE」の方が、このバンドならではって思える。ライヴをこなして、感じた中で出来てきた曲だからね」と述べている。なお、S.O.A.P.ではL'Arc〜en〜Cielでの楽曲制作・ライヴ制作と異なり、同期モノの少ないサウンド作りが為されている。kenは、S.O.A.P.でのギターアプローチについて「自然にローコードが増えてきたり、同期モノがないから、ベースと歌との間を埋めていくような雰囲気のギターが増えてきてはいるね」と述べている。
また、今回のレコーディングでは、Kenの意向もあり、メンバーの手癖を極力使わないアプローチがとられている。このことについて、Sakuraは「このバンドは手癖を否定されるところから始まったんだ。Kenちゃんが言っていたのは、手癖は手癖で美学としてあっていいけど、それで全てを済ませるべきではない。やったことのないアプローチに挑戦して、それすら手癖にしてしまえばいいじゃないかって、そういうことだったと思う」「歌っている側とか弾いてる側、自分の曲をちゃんと構築したい側っていう風にいろんなサイドに立って見てみれば、手癖が曲の全体像を壊すことがあるからね」と述べている。
また、本作に収録された楽曲のボーカルはKenが担当している。Kenは本作発売当時に受けたインタビューの中で、自身がボーカルを担当することにした経緯について「俺が高校とか中学の時好きだった音楽の匂いが凄く欲しかったから、歌はとりあえずギリギリ一杯でないとって（笑）。しかもライヴとかレコーディングだけじゃなく、みんなで音出してる時はいつも目一杯歌い続ける人。それを想像したらもう、自分で歌おうかなと。まぁ、いたらいたでっていう感覚のまま、探してもないけど」と語っている。また、Sakuraは「俺は最初からKenちゃんが歌うべきだろうと思ってた」「"歌はどうする？"ってKenちゃんが言った時も"歌えば"って（笑）。歌うことやトリオ・バンドとしてスタートすることによって、それぞれがまた新しい財産を作るんじゃないかなと思うし、何よりKenちゃんはミュージシャンとして、かなりの表現力を持ってるから」と述べている。
さらに、Kenは本作において、L'Arc〜en〜Ciel在籍時から通じて初めて作詞作業を行っている。Ken曰く、今回初めて作詞したことで新たな自分に気付けたといい、「自分の考え方も変わったな。僕、昔は詞を書かない人だったじゃないですか。どこか、アレンジのパワーを信じてたんですよ。それが『GRACE』作ってみて、あ、もしかして詞のパワーってあるのかも、と感じて」「ギターを弾くとかアレンジをするのと同じぐらい詞をちゃんと理解して、自分のものにして唄いたい気持ちになりましたね」と語っている。
アルバムタイトルに据えられた所謂リード曲で、1曲目に収録された楽曲「GRACE」はミュージック・ビデオが制作されている。なお、この映像は2004年7月7日発売のミュージック・クリップ集『ICHIBAN-BLOW』に収録されている。
本作は、初回限定盤（CD）、通常盤（CD）、さらにアナログ盤を含め3形態で発売されている。初回限定盤は、完全限定紙ジャケ仕様となっており、10,000枚限定で販売されている。通常盤は、音源に加えてビデオクリップやマルチメディア作品を楽しむことができるエンハンスドCD仕様となっており、ボーナス映像「Bubble shot」が収録されている。そして、アナログ盤はナンバリング仕様となっている。また、本作のジャケットデザインにはKenの写真が使われているが、本作以降のミニアルバム2作品では残りのメンバー2人の写真がそれぞれ使われている。
2002年8月に表立った活動を開始して以降音源リリースが待たれていたことから、今回のアルバム発売は話題を集めており、結果として発売初週のオリコン週間インディーズシングルチャートにおいて首位を獲得することとなった。

## 収録曲
| #  | タイトル                         | 作詞             | 作曲             | 時間 |
| -- | -------------------------------- | ---------------- | ---------------- | ---- |
| 1. | 「GRACE」                        | Ein              | Ken, Sakura      | 4:56 |
| 2. | 「Every Second, I'm In ROMANCE」 | Ken              | Ken              | 6:46 |
| 3. | 「A Song For You」               | Ken              | Ken              | 6:18 |
| 4. | 「PRIVATE RELIGION」             | Ken              | Ken              | 3:34 |
| 5. | 「S.O.A.P. YEAH! YEAH! YEAH!」   | Ken, Ein, Sakura | Ken, Ein, Sakura | 0:46 |